# Cantão de Tuzla
O Cantão de Tuzla (em bósnio: Tuzlanski kanton; em croata: Tuzlanska županija; em sérvio: Тузлански кантон) é um estado federado e um dos dez cantões da Federação da Bósnia e Herzegovina, uma das duas entidades da Bósnia e Herzegovina. A sede do cantão é a cidade de Tuzla.

## Municípios

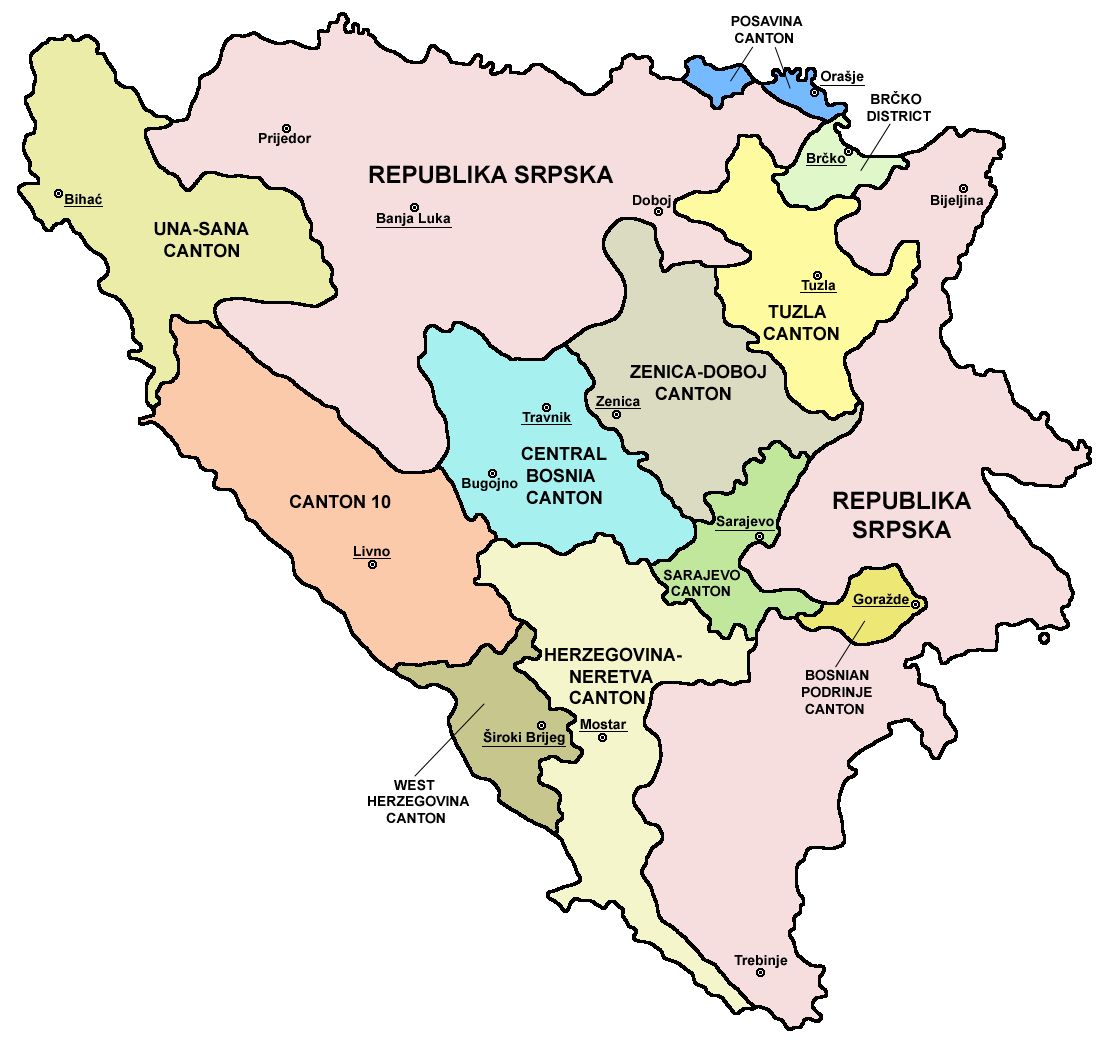
Cantões da Federação da Bósnia e Herzegovina

O cantão de Tuzla é composto pelos seguintes municípios:
| Município   | População urbana | População municipal |
| ----------- | ---------------- | ------------------- |
| Tuzla       | 74.457           | 110.979             |
| Živinice    | 16.157           | 57.765              |
| Gračanica   | 12.882           | 45.220              |
| Lukavac     | 12.061           | 44.520              |
| Srebrenik   | 6.694            | 39.678              |
| Gradačac    | 12.764           | 39.340              |
| Kalesija    | 2.039            | 33.053              |
| Banovići    | 6.432            | 22.773              |
| Kladanj     | 4.026            | 12.348              |
| Sapna       | 2.072            | 11.178              |
| Čelić       | 3.436            | 10.502              |
| Doboj Istok | 4.874            | 10.248              |
| Teočak      | 2.763            | 7.424               |
| Total       | 160.657          | 445.025             |

## História e cultura
O cantão foi criado pelo Acordo de Washington em 1994 e os seus limites foram definidos pelo Acordo de Dayton em 1995. O cantão de Tuzla chamava-se Cantão de Tuzla-Podrinje até fevereiro de 1999. Podrinje significa "região perto do rio Drina", mas como o rio não atravessava o cantão, foi autorizada uma mudança de nome.
A Fortaleza de Srebrenik é a fortaleza medieval mais bem preservada da Bósnia, datada de 1333 e localizada em Srebrenik. O lago Panonian é um famoso resort de férias para turistas.
Tuzla é o centro do hip hop dos Balcãs devido a Edo Maajka, Frenkie e à primeira estação de hip hop da Bósnia, localizada em Tuzla, FMJAM. O guitarrista Emir Hot, o pianista Bešlić, o acordeonista Emir Vildić e a violinista Selma Dizdarević também são de Tuzla. As famosas cantoras Selma Bajrami e Lepa Brena nasceram em Tuzla.

## Demografia

### Censo de 2013
De acordo com o censo de 2013, um total de 445.028 habitantes vive no cantão de Tuzla.
| Município       | Nacionalidade | Nacionalidade | Nacionalidade | Nacionalidade | Nacionalidade | Nacionalidade | Total   |
| Município       | Bósnios       | %             | Croatas       | %             | Sérvios       | %             | Total   |
| --------------- | ------------- | ------------- | ------------- | ------------- | ------------- | ------------- | ------- |
| Cantão de Tuzla | 392.355       | 88,16         | 23.592        | 5h30          | 7.058         | 1,58          | 445.028 |

## Pessoas do Cantão de Tuzla

### Figuras históricas
- Husein Gradaščević, figura militar e líder do levante bósnio

### Artes visuais
- Ismet Mujezinović, pintor
- Walter Neugebauer, artista de quadrinhos
- Ljubomir Popović, pintor
- Nesim Tahirović, pintor

### Artes cênicas
- Denis Avdić, comediante e apresentador de rádio
- Davor Janjić, ator
- Maya Sar, cantora e compositora
- Vladimir Valjarević, pianista concertista

### Literatura
- Julijana Matanović, escritora
- Meša Selimović, escritora

### Moda
- Andreja Pejić, modelo

### Esportes
- Mirza Delibašić, jogador de basquete
- Amer Delić, jogador de tênis
- Elmedin Kikanović, jogador de basquete
- Svetlana Kitić, jogadora de handebol
- Mara Lakić, jogadora de basquete
- Damir Mršić, jogador de basquete
- Razija Mujanović, jogadora de basquete
- Damir Mulaomerović, jogador de basquete
- Jusuf Nurkić, jogador de basquete
- Zoran Pavlović, jogador de futebol
- Dragan Perić, atleta de atletismo
- Andrea Petkovic, tenista
- Miralem Pjanić, jogador de futebol
- Ana Šimić, atleta de atletismo